# Anselm Cartañà i Gómez
Anselm Cartañà i Gómez   (Barcelona, 28 de gener de 1929 - Barcelona, 2017) va ser un important activista cultural que va participar en l'organització del moviment associatiu i cultural dels barris de Sants.

## Biografia
Electricista de professió, va treballar a la SEAT i com a professor a la seva escola d'aprenents.
Ja de jove es va associar a la Unió Excursionista de Catalunya-Sants practicant regularment l'excursionisme. Membre de la Junta directiva en nombroses legislatures, en va ser president durant el període 1976-1980.
A inicis dels anys 1960, dins dels ambients liberals i progressistes de la Parròquia de Sant Medir, a la Bordeta, va participar activament en la creació i organització de l'Escola Proa, una de les primeres escoles del C.E.P.E.C. (Col·lectiu d'Escoles per l'Escola Pública Catalana).
L'any 1976 a l'escalf del Congrés de Cultura Catalana es creà a Sants el Secretariat d'Entitats de Sants, Hostafrancs i La Bordeta, federació territorial d'entitats, amb la missió de dinamitzar la vida associativa i social en aquests barris. Un altre cop apareix el seu nom com un dels impulsors i organitzadors d'aquesta supraentitat, que es legalitzà el 1984. En fou el president des del seu inici fins al 1992.
També fou un dels impulsors dels cursos de català per adults organitzats en el districte.

## Arxiu Històric de Sants
Vinculat des de jove a l'Arxiu Històric de Sants, creat i custodiat per la Unió Excursionista de Catalunya (Sants), en va impulsar la seva represa i ampliació i va liderar durant la dècada dels 80 la cessió dels fons documentals a l'Ajuntament de Barcelona, procés que finalitzà el 1987. Posteriorment col·laborà activament en les tasques de recuperació i divulgació del coneixement històric i el patrimoni documental del barri de Sants, sent nomenat el 1992, Arxiver Honorari.
Cal destacar la seva actuació insistent com activista cultural amb una participació activa com a difusor de la història del barri i el sentiment de pertinença d'una comunitat, aconseguint que el moviment veïnal pogués argumentar amb raons històriques i documentals algunes de les reivindicacions que efectuà a l'hora de reclamar espais urbanístics i equipaments, dels quals estaven tan mancats els nostres barris. En aquest sentit, cal destacar l'aportació a la campanya «Salvem Sants dia a dia» (1974), l'exposició «Sants retrospectiu» a la plaça de Sants (1975), o la col·laboració en els actes organitzats per recuperar les antigues Cotxeres de Sants per a l'ús dels veïns.
El procés de difusió va facilitar el coneixement de l'Arxiu en l'àmbit del barri i àdhuc de tota la ciutat. Aquesta va ser una de les raons per la qual les associacions de veïns van incorporar en les seves reivindicacions la de mantenir, dignificar i potenciar els arxius de barri. Aquesta exigència també va ser recollida per tots els partits polítics en els seus programes per a les eleccions municipals de l'any 1979.

## Premis i reconeixements
L'any 1997 l'Ajuntament de Barcelona li va atorgar la Medalla d'Honor de Barcelona, en la seva primera edició, per la seva vinculació al moviment associatiu el barri de Sants i la seva valuosa col·laboració amb l'Arxiu Històric de Sants.
El 2013 es va fer un acte públic de reconeixent i es va posar el seu nom a la sala de conferencies just al costat de l'Arxiu Municipal a la seu del Districte.